# Machiko Hasegawa
Machiko Hasegawa (长谷川町子), nascuda a Fukuoka, Japó el 30 de gener de 1920, va ser una de les primeres dibuixants de manga.
Alumna de Suihō Tagawa, creador del famós gos Norakuro, Hasegawa va crear el 1946 la tira còmica Sazae-san, que explica la vida quotidiana de la protagonista i la seva família. Inicialment, apareixia en el diari Fukunichi Shimbun de Fukuoka, però a partir del 1949 es va passar a publicar al diari nacional Asahi Shimbun, de molta més tirada, fins a la retirada de Hasegawa el febrer de 1974. Ijiwaru obaasan i Apron ba-sant són altres de les seves creacions, que malgrat la seva popularitat no assoliran l'èxit de Sazae-san.
Sazae-sant es convertiria en una sèrie dramàtica per ràdio el 1955 i una sèrie animada que s'emet a la televisió japonesa des de 1969. Bona part de la seva obra va ser traduïda a l'anglès, amb el títol The Wonderful World of Sazae-sant.
Hasegawa va morir el 27 de maig de 1992. En el districte Setagaya de Tòquio, s'erigí un museu en el seu honor.